# Мэй, Уолтер
Уо́лтер Мэй (англ. Walter May; 1912, Брайтон, Англия  — 2006, Москва, Россия) — английский поэт, переводчик поэзии и эпосов народов СССР на английский язык.

## Биография
За свою жизнь Уолтер Мэй сменил много профессий. Работал конструктором двигателей для тральщиков на верфи в Шотландии. Был учителем в школе. Хорошо мастерил. Состоял членом Коммунистической партии Великобритании. В конце 1960-х переехал жить в Советский Союз, где познакомился со своей второй женой, поэтессой Людмилой Серостановой. В Москве работал редактором-стилистом еженедельника «Moscow news».

## Литературное творчество
Стихи начал публиковать в 1950-х годах. Беларуссию он впервые посетил в 1967 году. Первые переводы с белорусского языка опубликовал в 1968 году. В это же время Мэй начал работу над переводом на английский язык антологии современной белорусской поэзии «Чудесный край Беларуси», в которую вошли произведения 59 белорусских поэтов.

## Уолтер Мэй и Янка Купала
Неоднократно бывал в Минске и деревне Вязынке (Минская область), в которой родился Янка Купала, самый известный белорусский поэт.
Перевёл 90 стихотворений Янки Купалы, в том числе «Человек», «Кто там идёт?», «Я не для вас…», «Цветущая», «За все…», «Белорусским партизанам», «Я белорусский человек», «Явор и калина», «Моя наука», «Мальчик и летчик».

## Награды
- Грамота Госкомиздата СССР (за перевод произведений Александра Сергеевича Пушкина)
- Большая золотая медаль Кыргызстана (за перевод эпоса «Манас»)
- Золотая медаль имени Чингиза Торекуловича Айтматова[5].

## Избранная библиография
- 1976 — «Чудесный край Беларуси». Антология современной белорусской поэзии (перевод на английский язык).
- 1982 — Я. Купала. «Стихи» (перевод на английский).
- 1982 — Я. Купала. «Песня Солнца» (перевод на английский).
- 1982 — Я. Колас. «На пространствах жизни» (перевод на английский).
- 1982 — «Поздний урожа»й (перевод с английского на белорусский Р. Бородулина, А. Вертинский, Н. Гилевича, Г. Тумас и др.)[1].
- 1996 — «Бесконечная нить» (слова).
- 2001 — «Кем были древние бритты?» (историко-географические, этнографические и литературоведческие исследования).
- 2002 — Л. Серостанова. «Лирическое признание» (перевод на английский).
- 2011 — «Нартский эпос» (перевод с осетинского).
- 2013 — «Меридиан любви» (поэтический билингв на русском и английском языках, совместно с Л. Серостановым).